# کاتیا کالیو
کاتیا اِلینا کالیو (فنلاندی: Katja Elina Kallio؛ زادهٔ ۱۷ سپتامبر ۱۹۶۸) رمان‌نویس، روزنامه‌نگار و فیلم‌نامه‌نویس اهل فنلاند است.
از فیلم‌هایی که وی در آن‌ها نقش داشته‌است، می‌توان به در مهتاب اشاره نمود.